# Wuant
Paulo Filipe Morgado Borges  (Oiã, Aveiro, 9 de dezembro de 1995), mais conhecido como Wuant, é um cantor, rapper, streamer e youtuber português.
Ficou conhecido pelos seus vídeos de humor, jogos, partidas e desafios, assim como por ter participado do projeto Casa dos YouTubers. Atualmente, faz transmissões na Twitch e músicas usando o pseudónimo Blueyes.

## Biografia

### Início de vida
Paulo Filipe Morgado Borges nasceu no dia 9 de dezembro de 1995 em Aveiro, e em 2007 iniciou a sua jornada pelo YouTube publicando curtas de séries e anúncios portugueses da época. Depois de algum tempo, em 2012, Paulo começou a gravar vídeos sobre Minecraft (um jogo muito popular na altura), o que acabou por dar início à sua carreira em português na plataforma.

## Carreira
Ao fim de um ano de canal, Wuant ultrapassou a marca dos 15 mil subscritores.
Em 2015, Wuant obtém destaque a nível nacional ao aparecer juntamente com D4rkFrame no programa Curto Circuito da SIC Radical.
Em abril de 2017, com a criação da Casa dos YouTubers, juntamente com D4rkFrame, SirKazzio, Pi, Dant, Gato Galático, Windoh e Nuno Moura, através deste projeto alcançaram milhões de visualizações assim como patrocinadores e projeção ao nível de canais de televisão. A mesma dar-se-ia como terminada no final de março de 2018, aquando dos últimos três listados juntamente com Paulo serem os únicos habitantes da vivenda em Alcochete.
Entre abril de 2018 e 2020, participou em outras atividades sendo as de maior destaque uma época em que morou nos Estados Unidos e a casa dos Upload.
No dia 12 de fevereiro de 2022, regressa à produção de conteúdo digital com a Twitch e com um novo canal no YouTube, o "Clips do Wuant", que consiste em cortes das transmissões do canal anterior, sem grande atividade no canal principal.

### Carreira musical
A setembro de 2020, lança "Melhor ou Pior", sendo esta a responsável pelo seu início profissional na indústria da música, o próximo passo dado pelo mesmo foi o início dos Blueyes, uma banda com Foxxy, colega que conheceu durante a pandemia de COVID-19 através do DJ Diego Miranda e em colaboração com a Warner/Chappell, juntos já lançaram músicas como "Anxiety", "Somebody" e "The Otherside", e chegaram a atuar a 26 de junho de 2022 no Palco Galp Music Valley no Rock in Rio Lisboa.

### Coleções de roupa
Wuant lançou duas coleções de roupa, tendo a primeira sido a "YAH!" e a segunda a "F'ART".

## Vida pessoal
Esteve num relacionamento durante cinco anos e meio com a youtuber Owhana até fevereiro de 2020.
Numa entrevista à Forbes Portugal, revelou ter lidado com depressão e ansiedade durante a pandemia de COVID-19.
Atualmente está em um relacionamento do qual já revelou a identidade da sua parceira.

## Controvérsias

### Artigo 13
Lança a 26 de novembro de 2018 um vídeo no seu canal a condenar o Artigo 13, que acabaria por gerar várias reações dos seus fãs, críticas da comunicação social e uma resposta da representante da Comissão Europeia em Portugal, Sofia Colares Alves. Wuant faria mais tarde um outro vídeo como resposta às reações anteriores.

### Promoção desitesilegais de apostas
Em 2019, a Rádio Renascença divulga uma investigação na qual acusa Wuant e outros dos youtubers mais populares em Portugal de fazerem vídeos a promover sites ilegais de apostas, algo que de acordo com a emissora é punível com 5 anos de prisão. Outra das críticas deveu-se ao público jovem dos mesmos.

### Término de relacionamento
A 27 de fevereiro de 2020, publica um vídeo no seu canal a explicar o término da relação com a também youtuber Owhana, o mesmo gerou reações negativas de celebridades como Ana Garcia Martins, Jessica Athayde, Nuno Markl, entre outros, as críticas vieram em relação à atitude descontraída e em tom de brincadeira de Wuant enquanto a sua namorada se encontrava a chorar, o mesmo acabou por privar o vídeo e desculpar-se pelo ocorrido.

## Discografia

### Como Wuant[25]

#### Álbuns
- FORA DE SERVIÇO (2019)[26][27]
  - ICONIC (2019)
  - NAH (2019)
  - CARNIFICINA (2019)
  - HIGH (2019)
  - TÁS A VER? (2019)
  - THE DON (2019)
  - GET BACK IN THE TRAP (2019)
  - I'M THE ONE (2019)
  - YOU (2019)
  - WAKE UP (2019)
  - ROSAS AMARELAS (2019)
  - QUANTOS DIAS (2019)

#### Singles e EP
- More Power (2020)
- Melhor Ou Pior (2020)
- WUNDERLAND (2024)
  - Save You (2024)
  - oUt oF mY HEad (2024)
  - dead inside (2024)
- Stay (2024)
- Light (2025)

#### Músicas não publicadas
- Qualquer Um Faz (2017)
- Zed: O Rap (2013)
- Lado Bom de um Fim (2021)

### Como Blueyes[28]

#### Álbuns
- The Otherside (2022)
  - The Otherside (2021)
  - Blue Eyes (2022)
  - Somebody (2021)
  - Anxiety (2021)
  - Molly (2022)
  - Call My Name (2022)
  - We Could Have It All (2022)
  - Smile (2022)
  - Confused (2022)
  - Light Of Day (2022)
  - Not Long Ago (2022)

#### Singles
- Sympathize (2022)
- KILLER (2023)

## Filmografia
| Ano  | Projeto          | Papel     | Notas     | Ref.   |
| ---- | ---------------- | --------- | --------- | ------ |
| 2016 | Coração d'Ouro   | Ele mesmo | Televisão | [ 29 ] |
| 2018 | Linhas de Sangue | Ele mesmo | Cinema    | [ 30 ] |

## Livro
- WUANT (2017). Wuant - O Início. Portugal: Editora Manuscrito. 80 páginas.[31]

## Prémios
| Ano  | Premiação             | Categoria | Resultado |
| ---- | --------------------- | --------- | --------- |
| 2025 | Prémio Cinco Estrelas | Youtubers | Venceu    |